# Caça

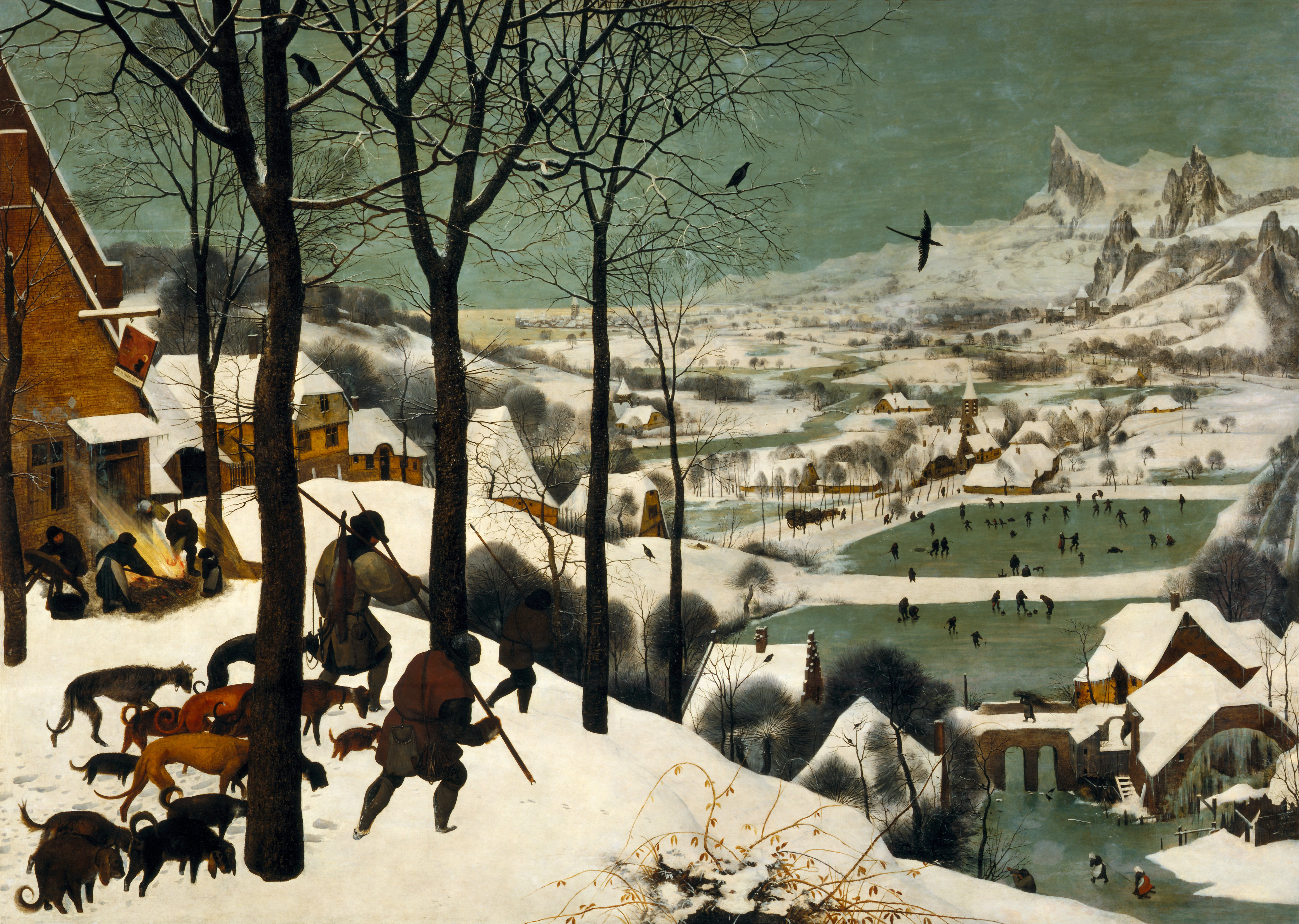
Caçadores na Neve, de Pieter Bruegel. Historicamente, a caça foi diversas vezes praticada em grupos que muitas vezes viajavam para longe de suas cidades na busca da presa.

Caça é a prática de matar ou capturar animais; perseguindo, prendendo ou  rastreando-os intencionalmente para tais fins. Os alvos da caça são normalmente animais selvagens, mas existem ocorrências em  animais domésticos. Historicamente, os seres humanos agiram como caçadores por diversos motivos, como lazer, controle de população animal (ou daquelas consideradas pestes), alimentação, comércio e até defesa pessoal e de bens.
Principalmente, a caça se constituiu como uma prática usada para obter carne para consumo humano. A carne de um animal selvagem saudável (como um cervo) que viveu sua vida livremente e com uma dieta natural de plantas, geralmente tem uma qualidade nutricional maior do que a de um animal doméstico que foi criado de maneira não natural. Caçar para a alimentação também pode ser visto como uma maneira mais natural de obter proteína animal, já que a carne advinda da caça não passa pelos processos artificiais comuns à carne da criação de animais criados para o abate, especialmente em fazendas industriais.

Como já citado, a caça também pode ser um meio de controle de pragas. Os defensores da caça afirmam que a mesma pode ser um componente necessário da gestão moderna da vida selvagem, por exemplo, na ajuda a manutenção de uma população de animais dentro de um habitat, quando predadores naturais estão ausentes ou tem rara ocorrência. No entanto, a caça excessiva também contribuiu fortemente para a ameaça, extirpação e extinção de muitos animais.

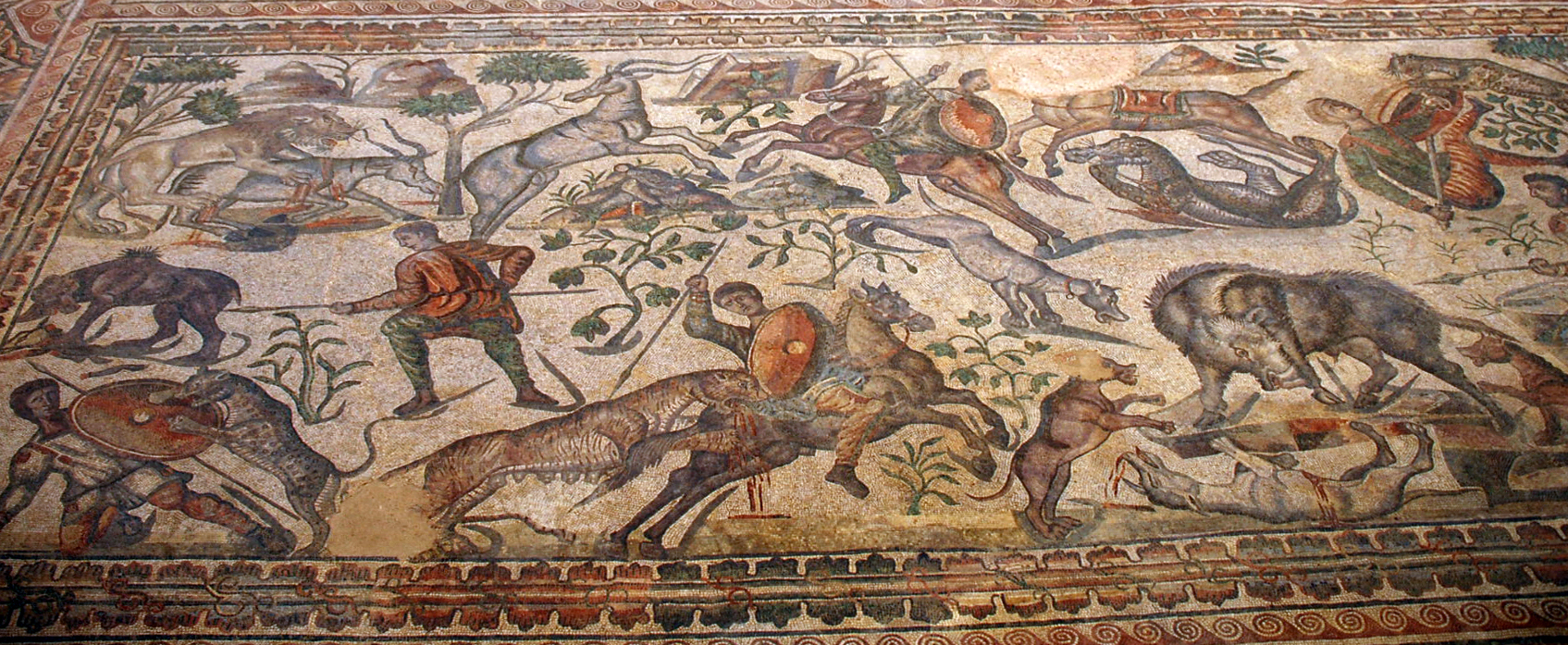
Mosaico ilustrativo de caça grossa, na vila romana de Olmeda, em Saldanha, Palência.

## Terminologia
O termo neolatino ibérico caça, comum com o catalão, estremenho, galego (na grafia reintegrada) e castelhano antigo, vem do latim captiare, com o sentido de "apanhar", "agarrar", emprestada ao português como "captar".
Em inglês, o termo hunting refere-se à caça praticada enquanto atividade legal,  já poaching se refere à caça furtiva (que constitui uma atividade ilegal). Embora não exista uma definição estrita, o termo "caça" aplica-se sobretudo a perseguição e/ou morte de mamíferos, aves e répteis.
O rastreamento hábil e a aquisição de um alvo fixo fizeram com que a palavra "caça" fosse usada no como uma metáfora na cultura popular, como na caça ao tesouro, na "caça às pechinchas" e até na "caça" à corrupção e ao desperdício.

### Práticas relacionadas
O ato da captura seguida ou não de liberação, ou aquela para fins alimentares de peixes é chamada de pesca, que não é comumente categorizada como uma forma de caça. Também não é considerado caça o ato de perseguir animais sem a intenção de matá-los, como na atividade fotográfica de animais silvestres, observação de aves ou atividades de pesquisa científica que envolvam a tranquilização ou marcação de animais ou pássaros (Ver: Ibama). A prática de forrageamento ou coleta de materiais de plantas e cogumelos também é considerada paralela à caça.

## História
A caça como prática de sobrevivência é uma das mais antigas atividades do ser humano e teve uma influência notável no desenvolvimento dos primeiros grupos hominínios e continuou desempenhando papel fundamental nas relações sociais de sociedades antigas, sobretudo até o surgimento do comércio. Na Idade Média, a prática da caça em terras feudais era comum entre o clero e a nobreza, sobretudo com intermédio da falcoaria.

### Primórdios
Embora sabe-se que a linhagem de hominínios que deu origem aos humanos modernos eram onívoros, é provável que a caça só tenha se tornado uma atividade importante a partir do gênero Homo. Isso teria sido determinante no desenvolvimento do senso de colaboração entre humanos, bem como no desenvolvimento de ferramentas. A caça de subsistência ainda é praticada por comunidades indígenas ou de regiões mais isoladas no mundo.
Em sociedades agricultoras, a caça envolve uma dupla relação de familiaridade e amizade com os animais domésticos e de hostilidade e agressividade com o mundo selvagem e misterioso. A caça como elemento cultural de uma sociedade faz parte da idiossincrasia dos habitantes rurais, que muitas vezes se transmite de pais para filhos.

### América pré-colombiana
A fauna presente em cada região do vasto território das Américas determinava quais os animais estavam disponíveis para serem caçados pelas tribos, embora crenças religiosas e tabus condicionavam as escolhas. A caça era praticada pelo uso de armas e armadilhas. As armas mais comuns eram o arco e flecha, a lança, a borduna, o propulsor ou estólica, o bastão de arremesso, a funda, a zarabatana e outras. Quanto às armadilhas, usavam uma infinidade delas, algumas muito engenhosas, dependendo do tipo de animal a ser capturado.

#### Brasil
Os indígenas brasileiros alimentavam-se de animais como porco-do-mato, macaco, paca e capivara, veado, jabuti, tracajá, e uma grande variedade de aves e vários outros animais. A capivara também era criada como animal doméstico. Saia para pastar, mas depois voltavam para a aldeia.
Várias tribos incluíam carne de cobra em seus cardápios. Os Cinta Larga de Mato Grosso e Rondônia comiam quase todos os tipos de animais como mamíferos, aves, peixes e répteis, mas apenas a jibóia entre as cobras.
Todos os indivíduos dos Kayapó do Mato Grosso e Pará ausentavam-se de suas aldeias por meses para prolongadas caçadas e comiam suas presas na própria floresta. Só os jabutis eram poupados porque sobrevivem muito tempo sem comer e beber. Cada lote de 15 animais era amarrado em duas varas e transportado pelo índio para a aldeia no fim da caçada.
Acredita-se que o apreciado prato pato no tucupi tenha sido criado por índios amazônicos devido à exuberante quantidade destas aves na região. Este prato consiste de carne de pato, molho de tucupi e folhas de jambu.

#### Chile

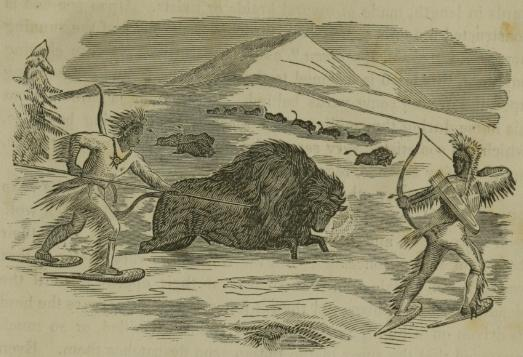
Índios caçando búfalos, no inverno

Índios do Chile no século XVI apreciavam a carne da chinchila, pequeno roedor de vinte e cinco centímetros de corpo mais quinze de cauda, cujo pelo, muito macio, era usado na confecção de peças de vestuário. Índios da ilha Mocha, do Chile, alimentavam-se no século XVI da carne de carneiros, provavelmente lá deixados pelos espanhóis. A lã era por eles utilizada para forrar mantas e capotes, o couro para a confecção de chapéus, botas e cintos, os ossos para a sopa e também, moídos, como ingredientes para a fabricação de sabão.

#### México
O peru é originário do México, tendo sido domesticado pelos índios bem antes da invasão europeia e era criado pela maioria das famílias. O mesmo ocorria com um tipo de cão sem pelo, igualmente usado como alimento. Os nativos com alimentação mais sofisticada eram os Astecas do México. Diariamente os pratos disponíveis para seu Imperador chegavam a trezentos incluindo pombo, peru, faisão, lebres, coelhos, perdizes, patos domésticos e selvagens, veado, javali e outros
Os nativos caçavam aves pela carne e pela beleza das penas como arara, ararinha, papagaio, gavião, japuíra, mutum, mutum-carijó, tucano, tucaninho, garça, pato, marreco, biguá, jacamim, jacu, jacutinga, macuco, macuquinho, pomba, coruja e todo tipo de passarinhos.

#### Canadá
Os Esquimó do Canadá caçavam mamíferos marinhos no inverno. No verão caçavam caribus e aves.  Os que habitavam a região do Rio Mackenzie caçavam caribu, alce, boi-almiscarado, castor, rato-almiscarado e foca. Os esquimós Copper, que viviam no leste caçavam caribu e boi-almiscarado no verão e foca no inverno. Os Netsilik, também do leste caçavam mamíferos marinhos. Os Gloolik do norte da ilha Baffin apreciavam muito a carne de morsa e no verão iam para o continente caçar caribu e aves.
As aves faziam parte fundamental da dieta dos esquimós, além de fornecer penas para vestimentas. Uma das mais procuradas tinha o aspecto de uma pequena galinha e era por eles chamada de ptarmigan.
Os Inuit (Esquimó) que ocupavam a região Ártica do Canadá, do Alasca ao Labrador, caçavam aves, caribus, focas, baleias, castores, ratos-almiscarados e alces. Esquimós da península de Ungava e Labrador caçavam baleias, focas, caribus, perdizes, patos, gansos e pequenos mamíferos. Tribos que ocupavam as pradarias da parte central e sul de Alberta até o oeste das Montanhas Rochosas como os Blood, Blackfoot e Peigan eram exímios caçadores de bisões.

### Outras regiões e períodos

#### Shikar na Índia

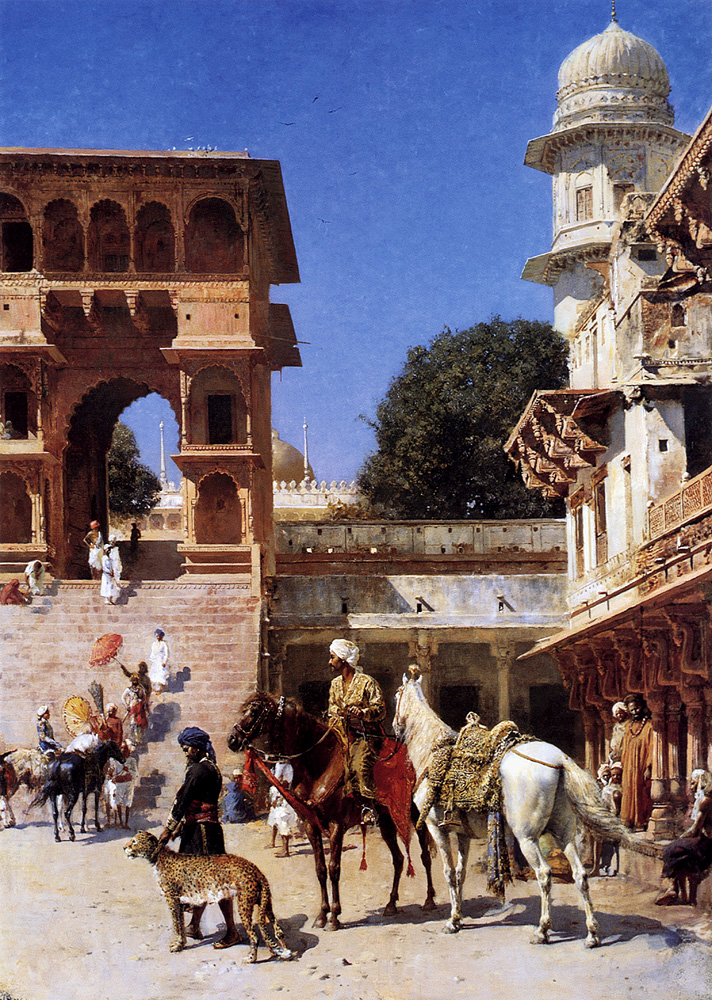
Pintura intitulada "Departure for the Hunt" cerca de 1885.

Durante os tempos feudais e coloniais na Índia britânica, a caça era considerada um "esporte real" nos inúmeros estados principescos, já que muitos marajás e nababos, bem como oficiais britânicos, mantinham um corpo inteiro de shikaris (caçadores de caça maior), que eram caçadores profissionais nativos. Eles seriam chefiados por um "mestre de caça", que poderia ser denominado "mir-shikar". Freqüentemente, eles recrutavam caçadores de menos experiênciaq nas tribos locais por causa de seu conhecimento tradicional do meio ambiente e das técnicas de caça. Animais grandes, como tigres de Bengala, podem ser caçados a partir de uma plataforma nas costas de um elefante.
As normas sociais regionais são geralmente antagônicas à caça, enquanto algumas seitas, como a Bishnoi, dão ênfase especial à conservação de espécies particulares, como o antílope. O "Wildlife Protection Act, 1972" da Índia proíbe o abate de todos os animais selvagens. No entanto, o "Chief Wildlife Warden" pode, se ficar convencido de que qualquer animal selvagem de uma lista especificada se tornou perigoso para a vida humana, ou está tão incapacitado ou doente que não pode ser recuperado, permitir que qualquer pessoa cace tal animal. Nesse caso, o corpo de qualquer animal selvagem morto ou ferido torna-se propriedade do governo.

## Atualmente
O imenso progresso nas condições de vida registrado na segunda metade do século XX gerou uma urbanização sem precedentes, além de uma melhoria e dinamização dos processos produtivos de carne e derivados. Com isso, aliada a penetração de valores de preservação ecológica, a caça começou a ser discutida de forma mais intensa na sociedade. Muitos grupos defendem a proibição irrestrita da caça, especialmente da caça esportiva. Políticas públicas de proibição da caça esportiva são aplicadas em vários países do mundo, incluindo leis nacionais de iniciativa popular, como no caso da Costa Rica.
Mesmo os praticantes e defensores da pratica da Caça para fins esportivos, culturais ou tradicionais tendem a apoiar atitudes preservacionistas e de diminuição do dano à natureza que tal prática pode causar.
A caça é uma das principais causas de extinção de espécies animais, no passado 6 e até os dias de hoje[carece de fontes?]. Mesmo em Unidades de Conservação da Natureza, a caça - seja para abate ou para a captura de animais vivos com fins de comércio (tráfico ilegal de animais silvestres) - é uma das principais ameaças à fauna nativa.

### Apoiadores
Os adeptos da caça acreditam que a subsistência do esporte da caça em áreas milenarmente ocupadas no Velho Mundo, demonstra que um manejo adequado somado a preservação e recuperação das áreas silvestres fariam da caça um esporte ambientalmente sustentável.
Considerando a atividade da caça como "recurso natural renovável", apoiadores entendem que a caça, como recurso natural renovável, tem um componente regional não desprezível e que o seu correto aproveitamento seria fonte de riqueza e de bem‐estar para as populações das zonas mais desfavorecidas.

## Distribuição

### No reino animal
A Caça, no sentido estrito é a perseguição de um animal a outro, normalmente com intenção de abate. É uma prática usada pelos animais carnívoros ou omnívoros para obtenção de alimento. Cada espécie conta com a sua técnica especializada levando em conta as características físicas do predador (O animal que caça) e da presa (o animal caçado). Geralmente usam emboscadas, perseguição em velocidade e/ou trabalho em grupo. Os mais frágeis, como animais velhos, doentes ou recém-nascidos são os mais facilmente caçados.
No sentido lato, denominam-se como caça as actividades descritas acima, enquanto desenvolvidas pelo homem, e como depredação, as desenvolvidas pelos restantes animais. designa-se assim o homem como caçador e os restantes animais como predadores

### No meio de subsistência
Antes da civilização, a caça era a principal fonte de alimento de muitos dos grupos humanos. Porém, a expansão populacional e o desenvolvimento da civilização tornaram a recolecção – a coleta, a caça e a pesca – insuficientes para o abastecimento da população. A obtenção dos alimentos é provida primordialmente pela agricultura e pela pecuária, tendo a pesca resistido até os dias de hoje,como actividade de recolecção, embora a aquicultura já represente 70% da tonelagem do pescado de captura.
Embora a caça para sustento ainda resista até os dias de hoje, ela ocorre em pequenas comunidades isoladas, como algumas tribos indígenas, por exemplo.

### Na caça esportiva

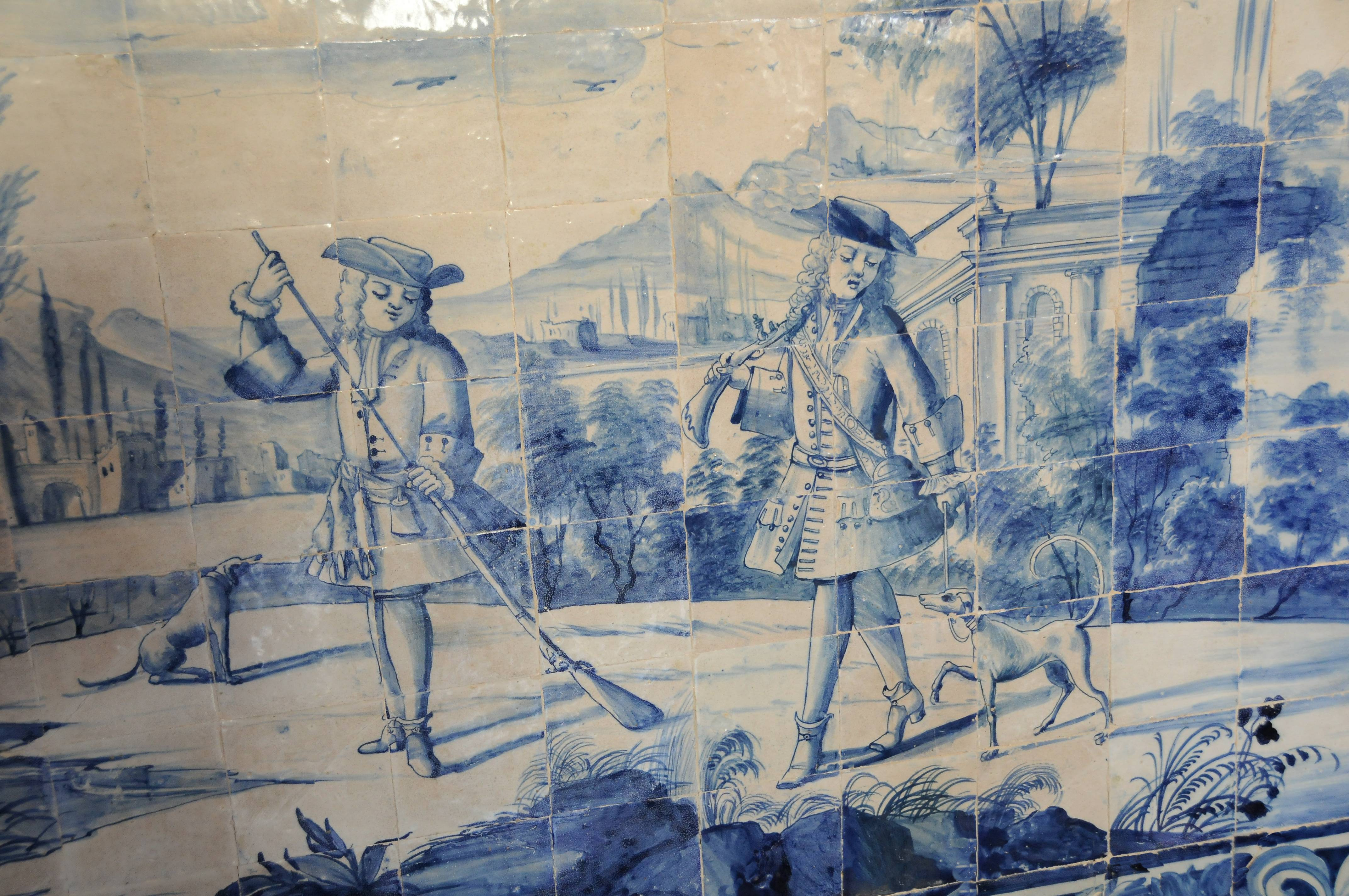
Caça em azulejos do Século XVIII, no Palácio dos Biscainhos, Braga

Esta modalidade de caça não visa apenas a obtenção de alimentos para subsistência, mas a perpetuação de "tradições", a emoção da perseguição e do abate, entre outras justificativas antropocêntricas (centradas no ser-humano).
Com a explosão demográfica e a extinção ou ameaça de extinção de várias espécies, foi necessária a criação de normas reguladoras desta atividade, que só é permitida em locais determinados, para certas espécies, em épocas determinadas e em quantidade limitada. Noutros alguns países, a proibição é total e noutros ainda, não há controle efetivo.

A caça tornou-se um instrumento de conservação em alguns países. Possibilitando a criação de reservas (grandes áreas destinadas à vida e reprodução de espécies de animais outrora em vias de extinção) na qual se caçam seletivamente os animais mais velhos, que deixaram de reproduzir. As reservas, sua manutenção, conservação e proteção são sustentadas pela atividade comercial daí resultante. Nestes locais, a caça está regulada de acordo com quotas definidas pelas administrações públicas nacionais em conjunto nalguns casos com organismos internacionais. Como exemplo, os Estados Unidos, a República da África do Sul ou a Namíbia.

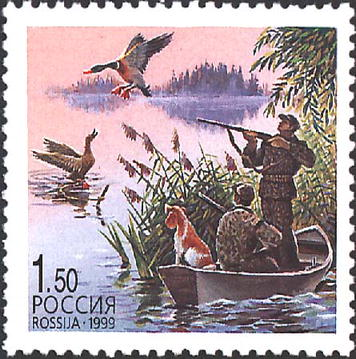
Selo russo de 1999 ilustrando a caça ao pato

#### No Brasil
No Brasil, o único estado que permitia caça esportiva era o Rio Grande do Sul, sendo que a temporada variava de ano a ano (em geral de maio a agosto). Por vezes, liminares solicitadas à Justiça por grupos ambientalistas suspenderam a temporada até que, em 2002, a caça no estado gaúcho foi proibida permanentemente até que sejam feitos estudos mais completos que a justifiquem
Atualmente a caça ao javali-europeu, que é uma espécie exótica invasora, está liberada pelo Ibama em todo o Brasil como meio de controle de sua população, por meio da Instrução Normativa nº 3, de 31 de janeiro de 2013.

## Técnicas
Diversas técnicas de caça a animais selvagens, envolvendo perseguição, montagem de armadilhas e estratégias, foram criadas e aprimoradas por diferentes sociedades com o decorrer da História, as sociedades indígenas são muito conhecidas pela aptidão na caça.

### Imitações ou camuflagem
Índios do Xingu atraiam a ariranha imitando o choro de criança. O animal se aproximava para ver do que se tratava e era flechado. Os Achaguá da Venezuela imitavam o som da anta e quando elas se aproximavam matam-nas com flechas envenenadas com curare.
A caça de patos selvagens pelos indígenas do lago Maracaibo na Venezuela e do Mato Grosso, Pará e Amazonas também envolvia técnicas. Deixavam sempre cabaças vazias boiando no lago e os patos se acostumam à presença delas. Quando precisavam de provisões os índios entravam na água com a cabeça envolvida por uma das cabaças, com furos que o permitiam ver, e assim se aproximavam dos animais. Puxavam o pato rapidamente pelas pernas e o mantinham embaixo d’água até que se afogasse, amarrando-o em seguida a uma corda de cipó que estava envolta à sua cintura. Desta maneira coletavam tantos patos quanto conseguiam carregar. A mesma técnica era empregada pelos Apache do Arizona e Novo México para caçar gansos e patos. Outros aprisionavam estes animais jogando redes sobre eles enquanto estavam nadando.
Os índios Ikolen, também chamados de Gavião de Rondônia, que habitavam o Rio Machado, ou Rio Ji-Paraná, em Rondônia na divisa com Mato Grosso, efetuavam a caça de tocaia, onde aguardavam camuflados a passagem da caça. Também atraiam as presas imitando seus sons ou perseguiam-nas através do rastreamento. Os animais eram abatidos com arco e vários tipos de flechas, algumas embebidas com substâncias anticoagulantes, provocadoras de hemorragias. Com a chegada do europeu, o arco e flecha foram sendo substituídos por armas de fogo e a criação de gado bovino e suíno começou a se alastrar. Algumas tribos não usavam o arco e a flecha, apenas um tipo de lança.

### Ameaças com uso de fogo
Para aprisionar a ptarmigan, ave semelhante a uma pequena galinha e rica fonte de proteínas, os Esquimó tiravam vantagem do hábito delas voarem próximo ao solo coberto de neve. Na época da migração das aves, estendiam uma rede cruzando vales ou campinas estreitas, que se posicionavam na direção norte-sul. Quando várias haviam se chocado contra o obstáculo, eles deitavam a rede, pressionando as aves contra a neve. Mulheres e crianças que estavam escondidas nas proximidades vinham ajudar na coleta dos pássaros.
Antes da introdução do cavalo, índios das planícies norte-americanas tinham um grande trabalho para caçar bisões. Como era impraticável seguir correndo atrás da manada, o índio mais veloz se disfarçava com pele de bisão e ficava entre os animais e o precipício. Os outros índios espantavam os animais com gritos e balançando panos e o índio disfarçado corria na frente dos bisões, conduzindo-os para o precipício. Poucos metros antes do precipício o índio disfarçado se escondia em local seguro e os animais despencavam do penhasco. Algumas vezes havia desperdícios, já que o número de animais mortos excedia em muito a necessidade da tribo. Outra maneira de forçá-los a cair no penhasco era incendiando o capim, deixando-os entre o fogo e o penhasco.
Os índios do Brasil e Colômbia, da região do rio Uaupés como os Makú também usavam o fogo e a fumaça para desentocar animais.

### Uso de cordas em armadilhas
Quando o índio amazônico encontrava algum jacaré dormindo parcialmente enterrado no barro aproximava-se com cautela e colocava um pé na cabeça e outro no dorso do animal. Enterrava a mão no lodo e, puxando a pata, virava o jacaré de costas. Amarrava suas patas e boca, dominando-o. Também caçavam crocodilos e jacarés com um pedaço de pau com as pontas bem afiadas. Quando o animal estava no seco tomando sol o índio se aproximava do lado do sol e quando o animal abria a boca para atacá-lo, ele nela enfiava a mão com a estaca e ao tentar abocanhar a mão a estaca se cravava na parte superior e inferior da boca do animal.
Na captura de crocodilo e jacaré, índios venezuelanos utilizavam uma corda comprida de couro de peixe-boi, na qual havia um laço em uma das extremidades. Dois índios, um segurando a corda e o outro o laço, se aproximavam sem serem percebidos do animal que estava tomando sol. Ao mesmo tempo em que a fera se jogava na água o índio laçava sua boca e subia em cima dele. O animal tentava nadar, mas não conseguia devido ao peso que estava nas suas costas e ia afundando, ao mesmo tempo que o índio dava outras voltas com a corda, amarrando ainda mais a boca.
Os Ojibwa do Canadá faziam uma engenhosa armadilha para caçar pássaros. Afixavam no solo um tronco fino de árvore, com um furo transversal na parte superior. Por este furo passavam um cordão em cuja extremidade inferior estava amarrada uma pedra.  No buraco do tronco era colocada a ponta de uma vareta mais fina do que ele e um nó era dado no cordão de modo que a pressão do nó sobre a vareta mantinha a pedra no ar e a vareta na posição horizontal. Na parte superior do cordão, descansando sobre a vareta, era feito um laço corrediço. Quando o pássaro pousava na vareta quebrava o equilíbrio fazendo com que a vareta se deslocasse e o nó passasse pelo orifício, puxado pela pedra. O laço se fechava e prendia a ave.
Algumas tribos norte-americanas usavam para capturar pássaros um apetrecho semelhante ao empregado para pescar. Na ponta de uma linha amarravam pelo meio um pino resistente de madeira com as duas pontas afiadas. O pino era enfiado na isca e quando o pássaro engolia a isca era fisgado. Os índios Bois Fort capturavam pássaros amarrando na ponta de uma vara comprida um cordão, em cuja outra ponta havia um laço. Aproximava-se silenciosamente da ave e em um movimento rápido a laçava. Prática semelhante era adotada pelos índios que habitavam a costa brasileira.

## Caça, sustentabilidade e desenvolvimento rural
Nos países europeus a caça vem sendo praticada e regulada há centenas de anos. Apesar disso, várias espécies nativas já foram extintas ou chegaram à beira da extinção.
Nos Estados Unidos a caça (amadora e esportiva) movimentava no fim do século XX uma economia de US$ 13 bilhões, (The Economist-1992), dos quais expressiva parcela arrecadada e destinada, segundo a Lei Pitman-Robertson[carece de fontes?], para sustentar e ampliar  sistemas de Refúgios Naturais de Vida Selvagem que protegem milhões de hectares de áreas naturais.
O estado americano da Pensilvânia, que é pouco maior do que o estado de Pernambuco adicionará R$ 1,43 bilhões de atividades econômicas apenas acrescentando o dia de domingo à sua temporada de caça, que traz ao estado 7500 empregos e geração de R$100 milhões em impostos estaduais e municipais.
Nos EUA, Canadá e México existe uma taxa (Ducks Unlimited - DU), que é cobrada dos caçadores amadoristas e que é revertida para a preservação de ambientes naturais[carece de fontes?].
Só no Canadá, entre os anos de 1938 e 1996, o DU protegeu 6.072.791 ha e ampliou áreas já protegidas em 1.228.132 ha. Neste mesmo período de 58 anos, o DU do Canadá investiu US$ 700 milhões na preservação de 7,3 milhões de hectares[carece de fontes?].
Noutros países de rígida gestão ambiental, como é o caso da Austrália, também é permitida a caça controlada em seus territórios.